# Zapomniany kraj
Zapomniany kraj (syng. සුළඟ එනු පිණිස / Sulanga Enu Pinisa) – lankijsko-francuski dramat filmowy z 2005 roku w reżyserii Vimukthiego Jayasundary, będący jego pełnometrażowym debiutem.
Obraz miał swoją premierę w ramach sekcji "Un Certain Regard" na 58. MFF w Cannes, gdzie był dopiero drugim w historii tej imprezy filmem reprezentującym kinematografię Sri Lanki. Film zdobył tam Złotą Kamerę za najlepszy debiut reżyserski. Pomimo tego sukcesu film został zakazany w ojczystej Sri Lance, gdyż władze uznały go za propagandę na rzecz Tamilskich Tygrysów. Reżyser otrzymał liczne groźby pod swoim adresem, co poskutkowało jego przeprowadzką do Paryża.

## Fabuła
Film przedstawia losy kilku bohaterów, których życie naznaczone zostało przez trwającą od dawna wojnę domową.

## Obsada
- Kaushalya Fernando – Soma
- Nilupili Jayawardena – Lata
- Hemasiri Liyanage – Piyasiri
- Saumya Liyanage – Palitha
- Pumudika Sapurni Peiris – Batti
- Mahendra Perera – żołnierz Anura[4]